# Charlotte Drews-Bernstein
Charlotte Helene Drews-Bernstein, geborene Charlotte Hermann (* 13. Januar 1936 in Hamburg; † 17. Dezember 2022), war eine deutsche Drehbuchautorin, Regisseurin, Hörbuchproduzentin und Rundfunkautorin. Sie lebte und arbeitete in Hamburg.

## Leben
Drews-Bernstein absolvierte 1963 nach ihrer Lehrtätigkeit am Goethe-Institut in Teheran und nebenberuflicher Hörfunkkorrespondenz für den NDR/SFB eine Ausbildung zur Radio-Autorin im Nachwuchsstudio des Norddeutschen Rundfunks unter Leitung von Axel Eggebrecht. Nachdem sie diese beendet hatte, arbeitete sie in der NDR-Familienredaktion und im NDR-Schulfunk (unter anderem als Autorin für die Hörspielreihe Neues aus Waldhagen, Feature-Autorin für die Reihe „Wege des Welthandels“ und „Natur und Technik“).
1995 schrieb Drews-Bernstein zusammen mit ihrer Co-Autorin Gabriele Kreis das Drehbuch für das Fernsehspiel Grossmutters Courage. Wiederum in Zusammenarbeit mit Kreis entstanden 1996 die Drehbücher für sechs Folgen der Fernsehserie Frauen morden leichter. 1999 schrieb sie die Vorlage für den Fernsehfilm Das Schloss meines Vaters, außerdem ist sie Autorin der Drehbücher zu zwei Verfilmungen aus der Rosamunde-Pilcher-Reihe, Blumen im Regen (2001) sowie Gewissheit des Herzens (2003). 2003/2004 folgten Drehbücher für die Episoden Wie im richtigen Leben, Stark wie Jade und Faxen aus der Fernsehserie Evelyn Hamanns Geschichten aus dem Leben.
Drews-Bernstein war außerdem Autorin zahlreicher Hörspielbearbeitungen für die deutschsprachigen Programme der Skandinavischen Rundfunkanstalten.

## Auszeichnungen
- 1980 Wilhelmine-Lübke-Preis für Abschied von der eigenen Wohnung[5]
- 1983 Ernst-Reuter-Preis für Die Elbe – ein Strom mit Geschichte
- 1989 Robert-Geisendörfer-Preis für Bräute (zusammen mit Barbara Entrup)
- 1993 Robert-Geisendörfer-Preis für Die Synagoge in Freudental (zusammen mit Barbara Entrup)
- 1998 Hörspiel des Jahres für die Hörspielfassung von Jan Philipp Reemtsma Im Keller
- 2003 Robert-Geisendörfer-Preis in der Kategorie Hörfunk für Zehn Jahre Sibir… – Deutsche Zwangsarbeiterinnen in Schadrinsk (1945–1948).[6]
- 2010 Oste-Kulturpreis „Der Goldene Hecht“ in der Sparte Literatur für das Hörbuch Für und mit Peter Rühmkorf – Zwischen Freund Hein und Freund Heine[7]

## Features und Hörspiele(Autorin)
- 1980: Radio in Afrika
- 1983: Die Elbe – ein Strom mit Geschichte
- 1985: Auf der Suche nach dem Glück – der Clown Dimitri
- 1985: Die tapfere Hanna (Ein Porträt der Schweizer Theaterclownin Gardi Hutter)
- 1986: Momo von Michael Ende, Hörspielbearbeitung: Charlotte Drews-Bernstein
- 1988: Bräute – eine Radiocollage (zusammen mit Barbara Entrup), Sprecher: Else Quecke, Heidemarie Theobald, Hanns Zischler
- 1990: Golf – die gesunde Sucht
- 1993: Die Synagoge in Freudental (Bericht über ein jüdisches Schutzdorf in Schwaben), Sprecher: Uta Hallant und Friedhelm Ptok
- 1994: Das Dorf aus der Spielzeugschachtel (Weihnachten in Seiffen – auch Regie, zusammen mit Barbara Entrup)
- 1998: Im Keller von Jan Philipp Reemtsma, Funkbearbeitung Charlotte Drews-Bernstein
- 2002: Zehn Jahre Sibir… (Deutsche Zwangsarbeiterinnen in Schadrinsk, 1945–1948)
- 2005: Neues aus Waldhagen (Rückblick auf ein Schulfunkdorf 1955–1985) mit Heinz Reincke und dem Ensemble des Ohnsorg-Theaters
- 2008: China – Licht und Schatten eines radikalen Wandels
- 2009: Hochseil – Die lange Peter Rühmkorf Nacht
- 2013: Salam Persepolis – eine lange Nacht über frühe Reisen ins alte Persien und den ersten Schah, der Europa besuchte
- 2015: Ferdinand Beneke – Die Geschichte meines Lebens – Die Tagebücher Ferdinand Benekes – Sprecher: Matthias Brandt, Lisa Hrdina, Katharina Matz, Stephan Schad, Friedhelm Ptok, Otto Mellies, Imogen Kogge und Hildegard Schmahl (RBB/MDR), Verlag: Hoffmann und Campe ISBN 3-455-00240-4

## Hörbuchproduktionen(Regie)
- Abendstunden in Demokratie von Heinz Berggruen, Sprecher: Heinz Berggruen, Buchverlag: Rowohlt Verlag, Hörbuchverlag: Deutsche Grammophon
- Der weiße Fetischmann von Albert Schweitzer, Sprecher: Klausjürgen Wussow, Verlag C. H. Beck/Deutsche Grammophon
- Die Liebe am Fluß Amur von Andreï Makine, Sprecher: Charles Brauer, Der Spiegel Verlag/Hoffmann und Campe
- Der Jude und das Mädchen von Christiane Kohl, Sprecher: Mario Adorf, Der Spiegel Verlag/Hoffmann und Campe
- Zwei Reden – Ivan Nagel und Jan Philipp Reemtsma, Studioaufnahmen der Eröffnungsreden zur Ausstellung „Vernichtungskrieg. Verbrechen der Wehrmacht von 1941 bis 1944“. Autor und Sprecher: Ivan Nagel und Jan Philipp Reemtsma, Musik Johann Sebastian Bach, Matthäus-Passion, Hännsler Classic
- Arno Schmidt – Hörbuch Edition, gelesen von Jan-Philipp Reemtsma, Hörbuchverlag: BMG-Wort, 2000, Hörbuch des Monats Mai 2000
- Fit mit Pu von Ethan Mordden, Sprecher: Uwe Friedrichsen, Hoffmann und Campe Verlag
- Amerika von Sibylle Berg, Sprecherin: Sibylle Berg, Hoffmann und Campe-Verlag
- Die Sache, die man Liebe nennt – Das Leben der Fritzi Massary von Carola Stern Rowohlt Verlag/Deutsche Grammophon
- Papa, was ist ein Fremder? von Tahar Ben Jelloun, Sprecher: Otto Schily und Jenny Schily, Rowohlt Verlag/Deutsche Grammophon
- Die Ballade vom Baikalsee von Klaus Bednarz, Sprecher: Klaus Bednarz, Europa Verlag Berlin/Hoffmann und Campe
- Zettel’s Traum von Arno Schmidt, Sprecher: Jan Philipp Reemtsma, Joachim Kersten und Bernd Rauschenbach, BMG-Wort
- Pu in Nadelstreifen von Roger E. Allen, Sprecher: Uwe Friedrichsen, Hoffmann und Campe Verlag
- Der flexible Mensch von Richard Sennett, Sprecher: Rolf Becker und Erkki Hopf, BMG-Wort
- Verbrechen der Wehrmacht, Dimensionen des Vernichtungskrieges 1941–1944, mit Rolf Becker, Verena von Behr, Marlen Diekhoff, Alexandra Henkel, Erkki Hopf, Friedhelm Ptok, Thomas Vogt und Gerd Wameling.
- Afrikanische Totenklage von Peter Scholl-Latour, Sprecher: Peter Scholl-Latour, Random House Audio
- Der schönste Preis der Freiheit von Michael Naumann, Sprecher: Michael Naumann, BMG-Wort
- Menander und Glycerion von Christoph Martin Wieland, Sprecher: Jan Philipp Reemtsma, BMW-Wort
- Lilienthal 1801 von Arno Schmidt, Sprecher: Joachim Kersten, Bernd Rauschenbach und Jan Philipp Reemtsma, BMG-Wort
- Klelia und Sinibald von Christoph Martin Wieland, Sprecher: Jan Philipp Reemtsma, Hörbuchverlag Steinbach Sprechende Bücher
- Verschobene Kontinente, Erzählungen von Arno Schmidt, Sprecher: Joachim Kersten, Bernd Rauschenbach und Jan Philipp Reemtsma, Hörbuchverlag Steinbach Sprechende Bücher